# Pulau Weh
Weh eller Pulau Weh eller Pulo Weh är en liten vulkanö i Andamansjön, nordväst om Sumatra, som fortfarande är aktiv. Den var ursprungligen sammankopplad med Sumatra och avskiljdes från fastlandet efter det senaste vulkanutbrottet som ägde rum under tidsepoken Pleistocene. Hela ön ligger inom staden Sabangs stadsgräns, vars centralort är belägen på den nordöstra delen. 
Ön är känd för sina ekosystem. Den indonesiska regeringen har förklarat 60 km² av öns land- och vattenområden som ett naturskyddsområde. En sällsynt Jättemunhaj har hittats på land och ön är den enda kända plats där den sällsynta paddan Bufo valhallae lever. Runt framförallt stränderna Iboih och Gapang finns korallrev med rikt djur- och växtliv.

## Geografi

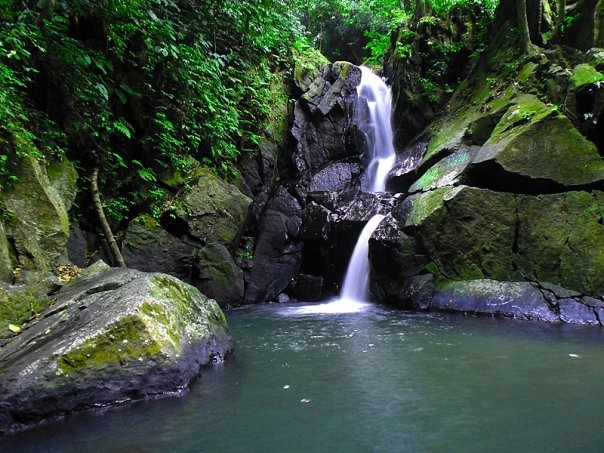
Vattenfall på Pulau Weh.

Weh är belägen i Andamansjön, där två ögrupper, Andamanerna och Nikobarerna är utspridda i en linje från Sumatra i norr till den Burmesiska platån. Andamansjön ligger på en aktiv och rörlig tektonisk platta. En förkastning och en vulkanbåge har skapats längs med den tektoniska plattan.
Ön ligger ungefär 15 km norr om Sumatras fastland, och regionens huvudstad Banda Aceh. Ön är liten, enbart 121 km², men bergig. Den högsta punkten är en vulkan med fumaroler belägen på 617 meters höjd. Det senaste kända utbrottet ägde rum under epoken Pleistocene med resultatet att berget delvis kollapsade och fylldes med vatten vilket gjorde att Weh blev en separat ö.
Det finns fyra mindre öar omkring Weh; Klah, Rubiah, Seulako, and Rondo. Av dessa är Rubiah välkänd för dykning och snorkling vid korallrev.

## Invånare

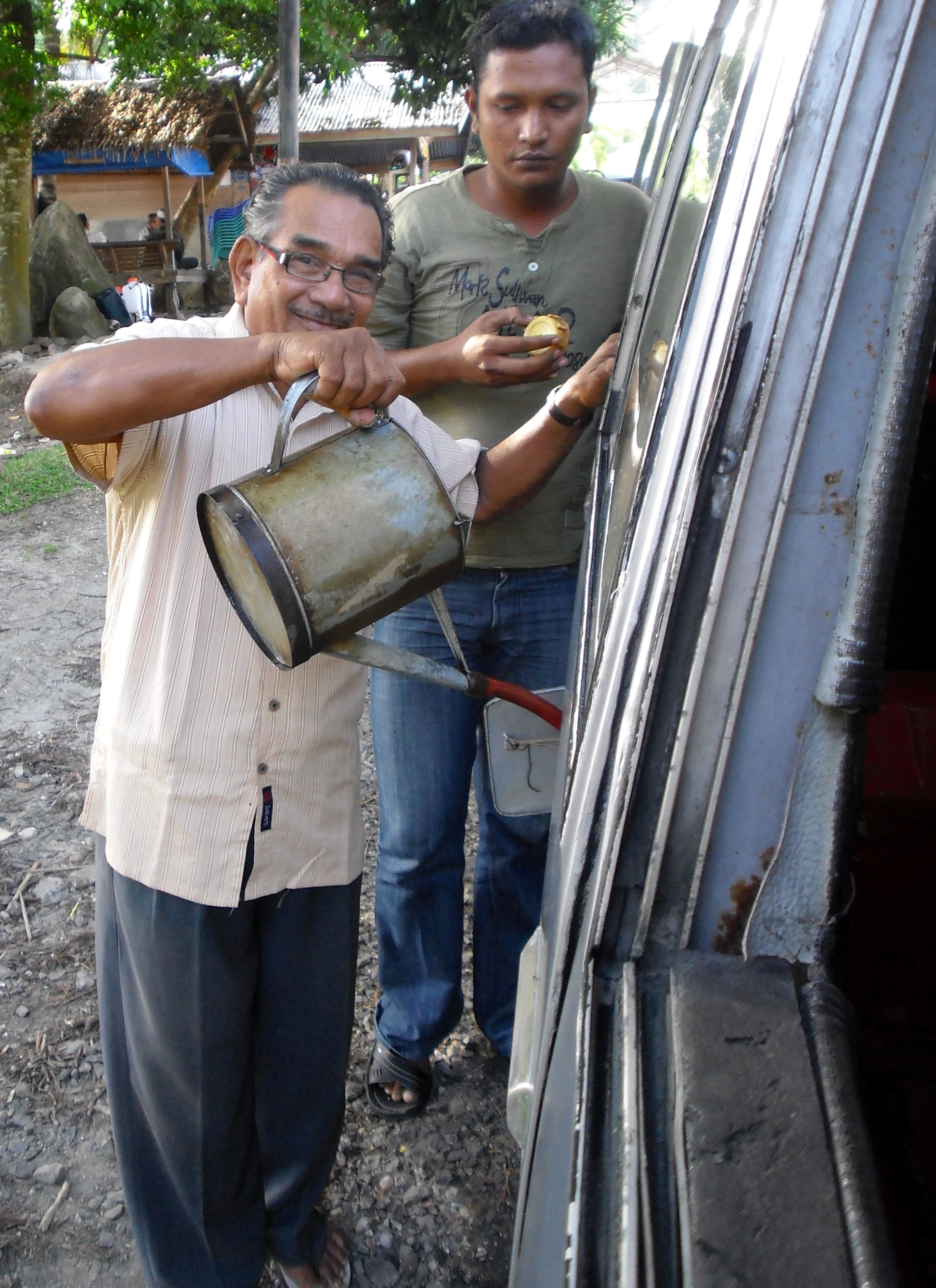
En bil tankas med bensin på Pulau Weh.

Weh är en del av Acehprovinsen och utgör tillsammans med några småöar staden Sabangs administrativa område. Sabang, inklusive områden som administreras av staden (formellt Kota Sabang), hade 36 558 invånare i maj 2009. Den största gruppen är Acehneser, men även etniska kineser och människor från Minangkabau, javaneser och bataker är bosatta på ön. Det är inte känt när ön först beboddes. Islam är den viktigaste religionen, men andra religioner kan utövas fritt i hela Aceh, inklusive Weh.

## Ekonomi

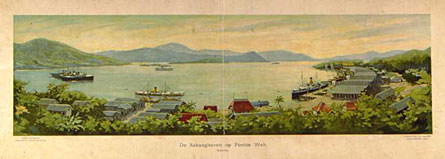
Målning av Sabangs hamn 1910.

Wehs ekonomi präglas av jordbruk och de viktigaste grödorna är kokosnötter och kryddnejlika. Fiske i mindre skala opererar också i området. Tidigare användes dynamit och cyanid vid fiske, vilket orsakade stora skador och som gjorde att ett naturskyddsområde inrättades, 34 km² på land och 26 km² av det omkringliggande vattnet.
De två främsta orterna är Sabang och Balohan. Balohan är hamnen på Weh och fungerar som ett nav för transport mellan Weh och fastlandet. Sabang har varit en viktig naturlig hamn sedan sent 1800-tal då det ligger intill den viktiga handelsrutten genom Melacka-sundet. 

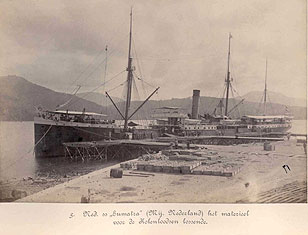
SS Sumatra i hamn i Sabang c. 1895.

Innan Suezkanalen öppnades 1869 nåddes den indonesiska arkipelagon via Sundasundet från Afrika. Från Suezkanalen är rutten till Indonesien kortare genom Malackasundet. Tack vare sin naturliga hamn med relativt djupt och skyddat vatten bestämde myndigheterna för Nederländska Indien att öppna Sabang som en hamn 1883. Först var avsikten att hamnen skulle fungera som en kolstation för den holländska kungliga flottan men senare började också handelsskepp att använda hamnen för att transportera gods till och från norra Sumatra. 
Varje år passerar 50 000 skepp genom Malackasundet. År 2000 förklarade den indonesiska regeringen Sabang som en frihandelszon och en fri hamn för att försöka förvandla Sabang till en logistisk knutpunkt för alla de båtar som passerade Malackasundet.. 
Weh är också känd för ekoturism. Sportdykning, trekking genom vulkaniska berg och regnskog, samt stränderna, framför allt Iboih och Gapang, är främsta attraktioner. Ett par hundra meter från Iboih finns den lilla ön Rubiah som har välkända korallrev och är populära både för dykning och snorkling.